# Skarżyn (województwo warmińsko-mazurskie)
Skarżyn (do 2005 Skarzyn) (niem. Richtenberg (Ostpr.) – wieś w Polsce, położona w województwie warmińsko-mazurskim, w powiecie piskim, w gminie Biała Piska. W latach 1975–1998 miejscowość położona była w województwie suwalskim.
Miejscowość jest siedzibą parafii rzymskokatolickiej, należącej do dekanatu Biała Piska, diecezji ełckiej.

## Historia
Wieś powstała w ramach kolonizacji Wielkiej Puszczy. Wcześniej był to obszar Galindii.
Wieś ziemiańska, dobra służebne w posiadaniu drobnego rycerstwa (tak zwani wolni, ziemianie w język staropolskim), z obowiązkiem służby rycerskiej (zbrojnej), lokowana w 1452 r. W Xv i XVI w. w domumentach zapisywana jako Scarβintzer, Scarzinsky, Scarzyner.
W 1452 r. komtur Henryk Solner von Richtenberg nadał Janikowi Wielkiemu z Pawłocina 45 łanów na prawie magdeburskim z obowiązkiem 3 służb zbrojnych, dobra w leżące w dąbrowie między Włostami, Wojnami, Lipińskimi oraz Jeziorem Borowym. Przywilej lokacyjny wystawiono dopiero w 1481. W 1539 r. wymieniany jest młyn (lub karczma?) ze Skarzyna.